# Икрамов, Искандар Икрамович
Искандар Икрамович Икрамов (узб. Iskandar Ikramovich Ikromov; 15 апреля 1904, Ташкент — 6 ноября 1972) — советский узбекский график, народный художник Узбекской ССР (1944).

## Биография
В 1922—1924 годах обучался в Туркестанском художественном училище.
В 1929 году окончил Ленинградский художественно-промышленный техникум (сейчас Санкт-Петербургское художественное училище имени Н. К. Рериха). Работал заведующим отделом оформления Государственного издательства Узбекистана (1929—1959), председателем правления Союза художников Узбекистана (1959—1965). преподавал в учебных заведениях республики.
В оформлении книг (узбекская классическая и советская художественная литература, музыкальная и техническая литература) использовал мотивы национального узбекского орнамента и среднеазиатские миниатюры. Книги, оформленные Икрамовым, были отмечены дипломом и медалью на Международной книжной ярмарке, проходившей в Лейпциге (1959).
Автор пособий по графике («Узбекская живописная скоропись», 1932; «Учебное пособие по рисованию», «Учимся писать буквы», 1935 и др.).
Награждён 2 орденами, а также медалями. Член КПСС с 1959 г.

## Избранные работы
- оформление книг — «Канон врачебной науки» Ибн Сины (кн. 1, изд. 1954),
- «Узбекская народная музыка» (т. 1, изд. 1955),
- «Избранное» Кадыри (изд. 1958),
- «Афоризмы» (изд. 1968)
- «Сочинения» Навои (изд. 1968—70).